# Nordseehalle
Die Nordseehalle in der Seehafenstadt Emden in Ostfriesland ist eine Veranstaltungs- und Mehrzweckhalle und als solche die größte ihrer Art in Ostfriesland. Sie wurde 1972 erbaut und ist 3208 Quadratmeter groß. Die Maximalkapazität beträgt unbestuhlt 5500 Personen, bei Reihenbestuhlung 2596 Personen. Sie verfügt des Weiteren über drei kombinierbare Konferenzräume sowie einen Künstlergarderobentrakt. Genutzt wird sie für Veranstaltungen aus den Bereichen TV-Produktion, Konzert, Sport, Show und Messe.
Das Einzugsgebiet der Halle beträgt nach Angaben der Stadt Emden zirka 110 Kilometer, entsprechend 300.000 Personen.

## Räume
- Halle: 43,47 m × 73,80 m = 3208 m²
- Künstlergarderoben: fünf Einzelgarderoben, zwei Star-Garderoben, Catering-Raum, Speiseraum, Büro
- Drei miteinander koppelbare Tagungsräume

## Gesellschaftsform
Die Nordseehalle ist ein optimierter Regiebetrieb der Stadt Emden.

## Die Konstruktion
- Gründung: Grundfläche von 4.880 m² auf 213 Betonpfählen zu je 9 × 19 m
- Boden: Asphalt mit Kunststoffbeschichtung
- Dach: Rundbogenhalle mit Leimbindern, Lichte Höhe knapp 12 m
- Lasten: Hängepunkte, die mit jeweils 750 kg/Punkt belastet werden können

## Bühnentechnik
In der Halle ist eine mobile Bühne (Schnakenberg) verfügbar.

## Geschichte
Die Nordseehalle wurde von 1970 bis 1972 auf Grundlage der Pläne des Architekten August Schwoon unter der Leitung des Bauingenieurs Jakob Bakker als erste Leimbinderhalle in dieser Größenordnung in Norddeutschland gebaut. Diese Träger sind 52 m lang und aus 42 Holzschichten zusammengefügt, was eine Gesamtstärke von 1,55 m ergibt. Für den Bau wurden 222 t Stahl und 2.500 Kubikmeter Beton eingebracht. 1979 wurde die Halle durch den Anbau von Künstlergarderoben und zweier Lager erweitert. Wegen Rissbildung an den Leimbindern und deren Sanierung war die Halle in der Zeit vom 12. Februar 1982 bis 17. Juli 1982 geschlossen. Am 22. September 1988 zerstörte ein Feuer das Restaurant im ersten Obergeschoss der Halle, was jedoch umgehend wieder instand gesetzt werden konnte. Am 15. Dezember 1990 fand mit Wetten, dass..? mit Thomas Gottschalk die erste bundesweite Live-Übertragung aus der Nordseehalle statt. 2002 wurde der alte Garderobenbereich im vorderen Gebäudeteil umfassend umgebaut und dadurch drei moderne, miteinander koppelbare Tagungsräume geschaffen. 2005 wurde die Hausmeisterwohnung aufgelöst und in einen Bürotrakt gewandelt.
In den Jahren 2004 bis 2007 wurde die Halle grundlegend modernisiert. Hierbei wurden neben einer Dach- und Wandsanierung umfassende Brandschutzmaßnahmen in allen Bereichen durchgeführt. Zum Betrieb Nordseehalle gehört seit dem 1. Januar 2007 auch das Neue Theater (Emden).

## Veranstaltungen
- Konzerte
- Messen
- Tagungen, Parteitage und Kongresse
- Fernsehproduktionen
- Sportveranstaltungen